# Крепостной театр Дурасова
Крепостно́й теа́тр Никола́я Дура́сова — крепостной театр, расположенный в усадьбе Люблино. Был основан Николаем Дурасовым в 1806 году. Труппа состояла из крепостных артистов, обученных в театральной школе.

## История

### Предыстория
Изначально усадьба называлась Юркино, первые сведения о ней появились в XVI веке. Этими землями владели потомки бояр Годуновых. В 1730 году Аграфена Годунова вышла замуж за дворянина Владимира Прозоровского, через 13 лет имение унаследовал их сын Пётр. Он официально зарегистрировал усадьбу Люблино в документах. В 1800-м её выкупил промышленник, купец и меценат Николай Дурасов.

### Театральное здание
«Се достойная награда
Пламенеющих сердец,
Вы мне будьте вечно чада,
Я вам буду всех отец».
Господин говорит своему гостю:

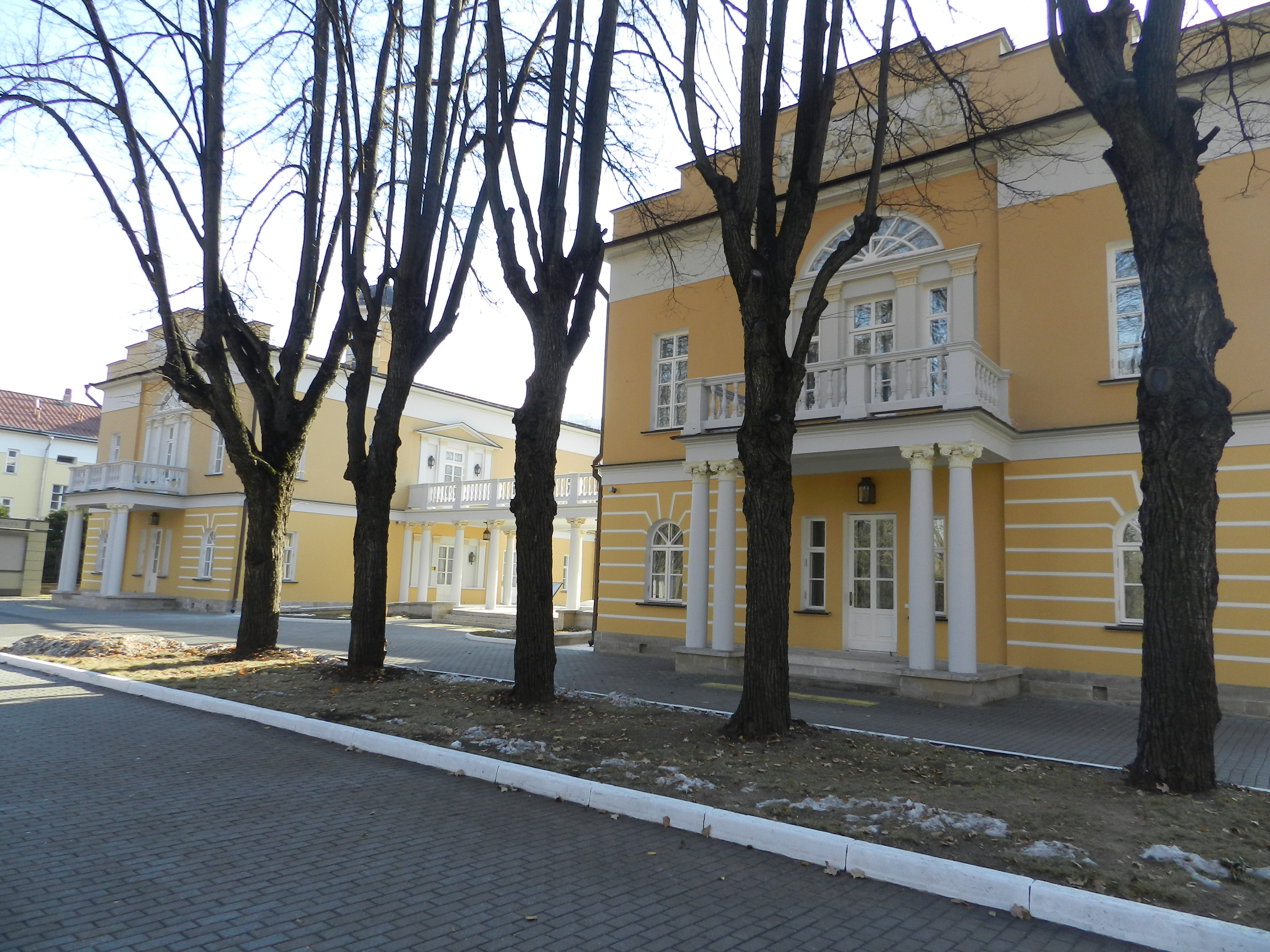
Два флигеля театральной школы, 2014 год

«Да в том то и состоит прямое домостроительство, чтоб крестьяне не разорены были. Ведь они такие же люди; их долг нам повиноваться и служить исполнением положенного на них оброка, соразмерного силам их, а наш — защищать их от всяких обид и, даже служа государю и отечеству, за них на войне сражаться и умирать за их спокойствие. Вот какая наша с ними обязанность».
Хор соглашается с барином:
«Мы живем в счастливой доле,
Работая всяк час
Жизнь свою проводим в поле,
И проводим веселясь.
Мы руками работаем
И за долг себе считаем
Быть в работе таковой.
Дав оброк, с нас положенной,
В жизни мы живем блаженной
За господской головой.
Мы своей всегда судьбою
Все довольны и тобою.
Лошадей, коров, овец
Много мы имеем в поле
И живем по нашей воле,
Ты нам барин и отец».
В 1805 году на усадебном участке по проекту архитекторов Ивана Еготова и Родиона Казакова построили главное здание с ротондой. Особняк задумывался как посвящение античному богу Солнца Аполлону и был выполнен в классическом стиле. В доме установили тройные венецианские окна: на втором этаже — с полуциркульным завершением над ними, на первом — с акцентами в виде сдвоенных пилястр. В 1806-м вдоль въездной аллеи в усадьбу Люблино возвели комплекс построек: здание театра, первую в России театральную школу, дом управляющего, конный двор и оранжерею. Здание школы состояло из двух флигелей, соединённых двойной колоннадой, их фасады украшали рельефы с изображением танцующих фигур. Флигели также использовались как жилые помещения для крепостных актёров, комнаты были разделены на мужскую и женскую половины. Также в школе располагались гримёрные.
Здание самого театра внешне напоминало храм. Центральный зал, в котором давались представления, был расписан гризайлью — живописью, создающей эффект скульптурного рельефа. Во время спектаклей использовалось современное оборудование, например шум ветра создавался при помощи специального аппарата, для парения актёров над сценой использовалась лебёдка, звук дождя озучивался горохом, который сыпали в полую колонну сцены. Актрисы выступали с веерами, на которых был написан текст на случай, если они его забывали.

…Дурасов одну руку подал матери моей, а другою повел мою сестрицу. Пройдя несколько комнат, одна другой богаче, мы вошли в огромную, великолепную и очень высокую залу, так высокую, что вверху находился другой ряд окон. Небольшой круглый стол был убран роскошно: посредине стояло прекрасное дерево с цветами и плодами; граненый хрусталь, серебро и золото ослепили мои глаза. Сестрицу мою хозяин посадил возле себя и велел принесть для неё вышитую подушку. Только что подали стерляжью уху, которою заранее хвалился хозяин, говоря, что лучше черемшанских стерлядей нет во всей России, как вдруг задняя стена залы зашевелилась, поднялась вверх, и гром музыки поразил мои уши! Передо мной открылось возвышение, на котором сидело множество людей, державших в руках неизвестные мне инструменты. Я не слыхивал ничего, кроме скрипки, на которой кое как игрывал дядя, лакейской балалайки и мордовской волынки. Я был подавлен изумлением, уничтожен. Держа ложку в руке, я превратился сам в статую и смотрел, разиня рот и выпуча глаза, на эту кучу людей, то есть на оркестр, где все проворно двигали руками взад и вперед, дули ртами, и откуда вылетали чудные, восхитительные, волшебные звуки, то как будто замиравшие, то превращавшиеся в рев бури и даже громовые удары… Хозяин, заметя мое изумление, был очень доволен и громко хохотал, напоминая мне, что уха простынет. Но я и не думал об еде…
Описание театра в повести Сергея Аксакова «Детские годы Багрова-внука»

### Становление театра
В основную труппу входило от 100 до 120 актёров из числа крепостных крестьян. В качестве массовки иногда участвовали обычные крестьяне. В театральной школе обучали сценическому мастерству, гриму, танцам и музыке, давали уроки декламации и фехтования. Руководил всем писатель и актёр Пётр Плавильщиков, выступавший на сцене Петровского театра, а после — Императорского. В качестве преподавателей приглашали известных деятелей искусства. Театр был известен по всей стране и входил в число двадцати крупнейших в России. Помимо основной труппы, Николай Дурасов создал ещё две: первая находилась в Симбирске, вторая — в его заволжском поместье села Никольское-на-Черемшане.
Николай Дурасов заблаговременно приглашал на спектакли московскую знать и иностранных гостей. Приёмы проходили по заведённому порядку: вначале — ужин и танцы, затем представление. Их показывали дважды в неделю, а также по большим праздникам и торжественным случаям. Репертуар включал пьесы российских и французских драматургов. Реже ставились балеты и оперы. Один из последних праздников был устроен в честь императрицы Марии Фёдоровны, супруги Павла I. В 1818 году она посетила усадьбу с визитом. В память об этом в одном из залов был установлен её бюст и сделана надпись: «В память посещения Люблина императрицей Марией Фёдоровной. Мая, 23 дня 1818 года».

В перерыве между пьесой и фарсом был балет. Здание театра было роскошным, а представление очень хорошим. Каждые полчаса публику обносили подносами с фруктами, сладостями, мороженым, лимонадом, чаем и другими напитками; воскуривали благовония.
— мисс Кэтрин Вильмот
В июне 1818 года Николай Дурасов умер. В качестве завещания он оставил труппе актёров вольные грамоты. Приёмы в усадьбе прекратились, театр был закрыт. Многие актёры перешли на работу в императорские театры Москвы и Санкт-Петербурга. Имение приобрёл купец Конон Никонович Голофтеев, основал там дачный посёлок. От построек театрального комплекса сохранился только корпус школы. После 1917 года в усадьбе разместилась академическая школа, затем дом культуры. В 1950-х в здании расположился Гидрофизический институт Академии наук СССР. В 1990-е годы участок выкупило частное лицо.

## Современность
В 2000-м усадьба была отреставрирована, а в ней организован музей Николая Дурасова. С 2010 по 2014 год проводилась реставрация здания театральной школы. С конца апреля по декабрь 2015-го в нём проходила выставка «Будни и праздники крепостного театра». Однако на 2018 год существует немного материалов про историю театра и о его создателе и владельце.